# Bugatti Automobiles

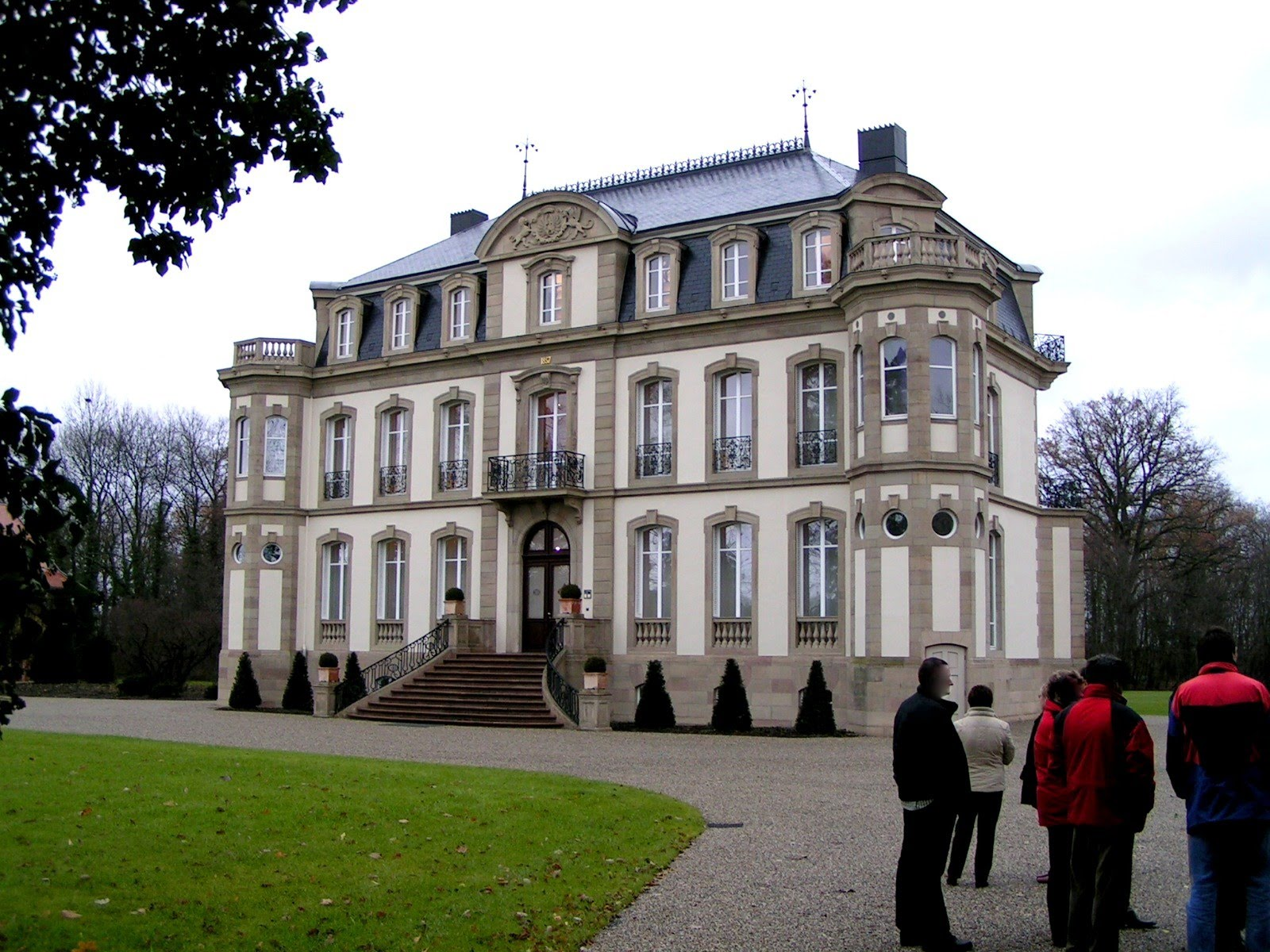
siedziba Bugatti w Molsheim

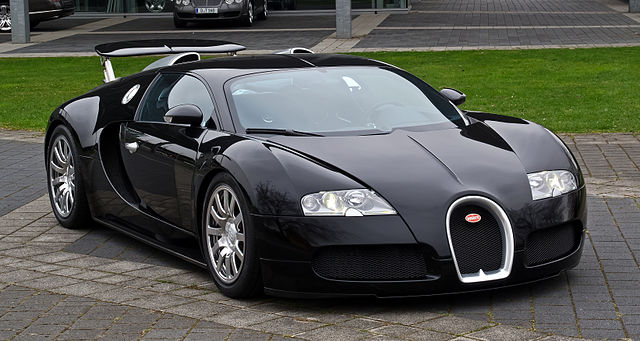
Bugatti Veyron

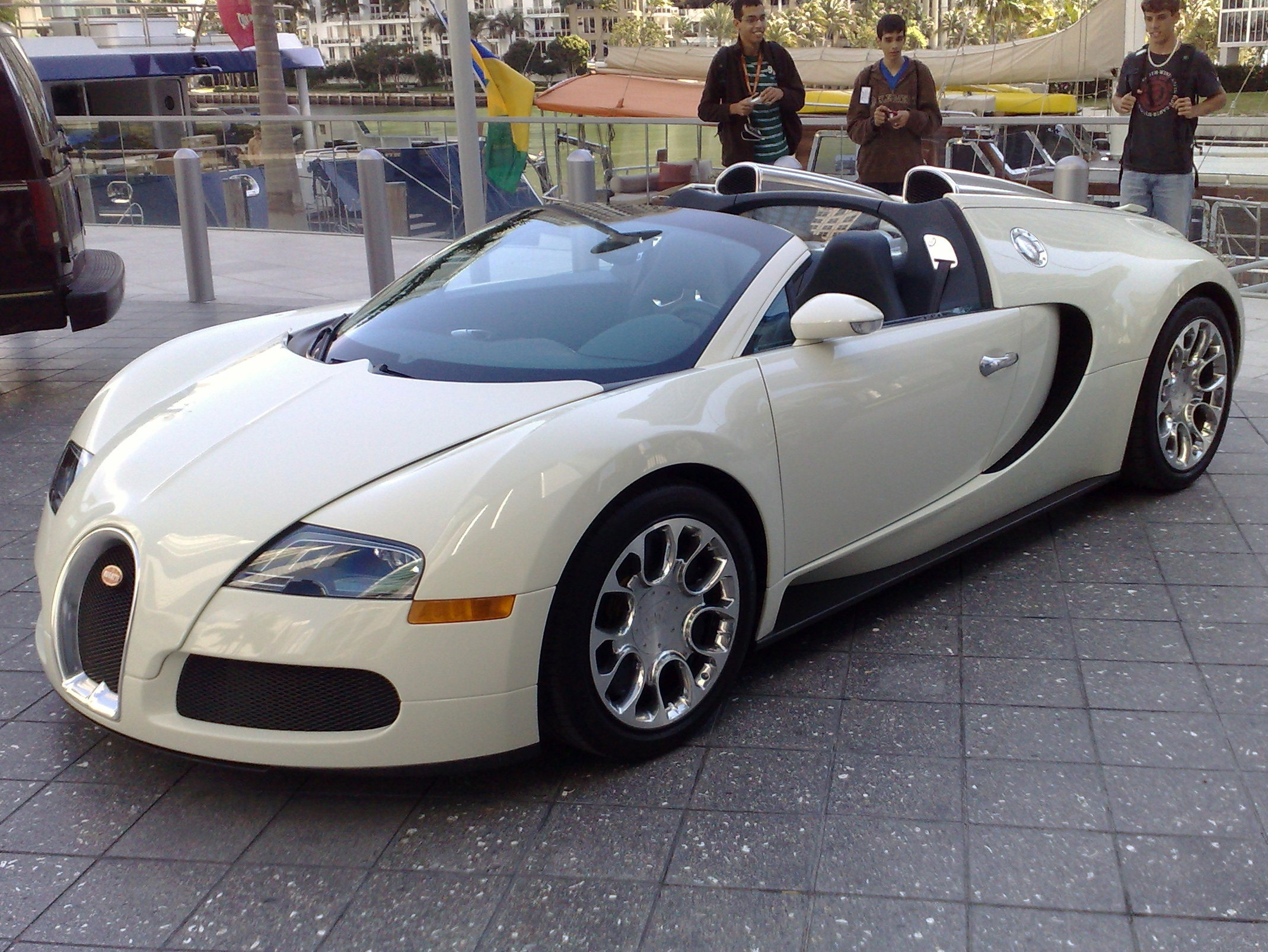
Bugatti Veyron Grand Sport

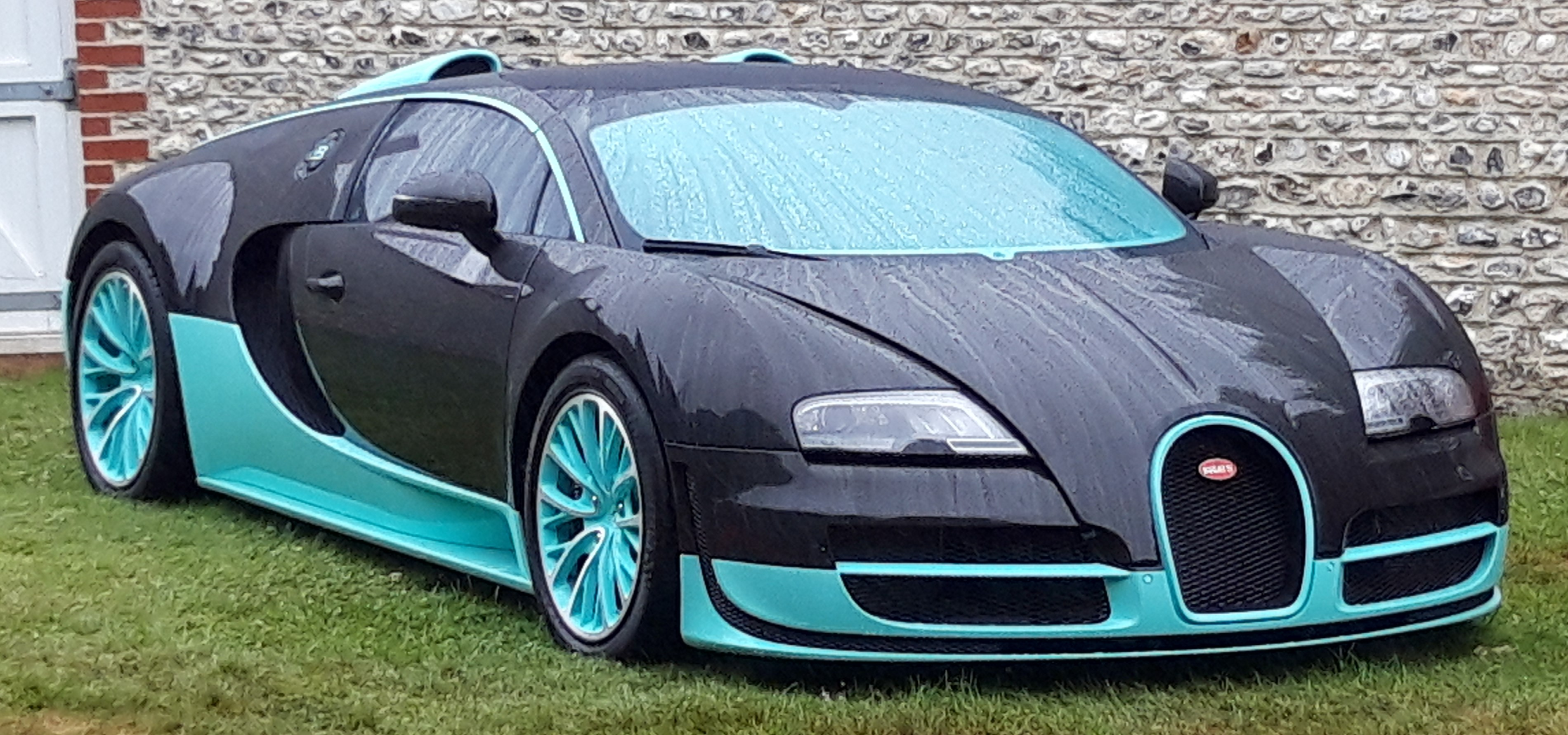
Bugatti Veyron Super Sport

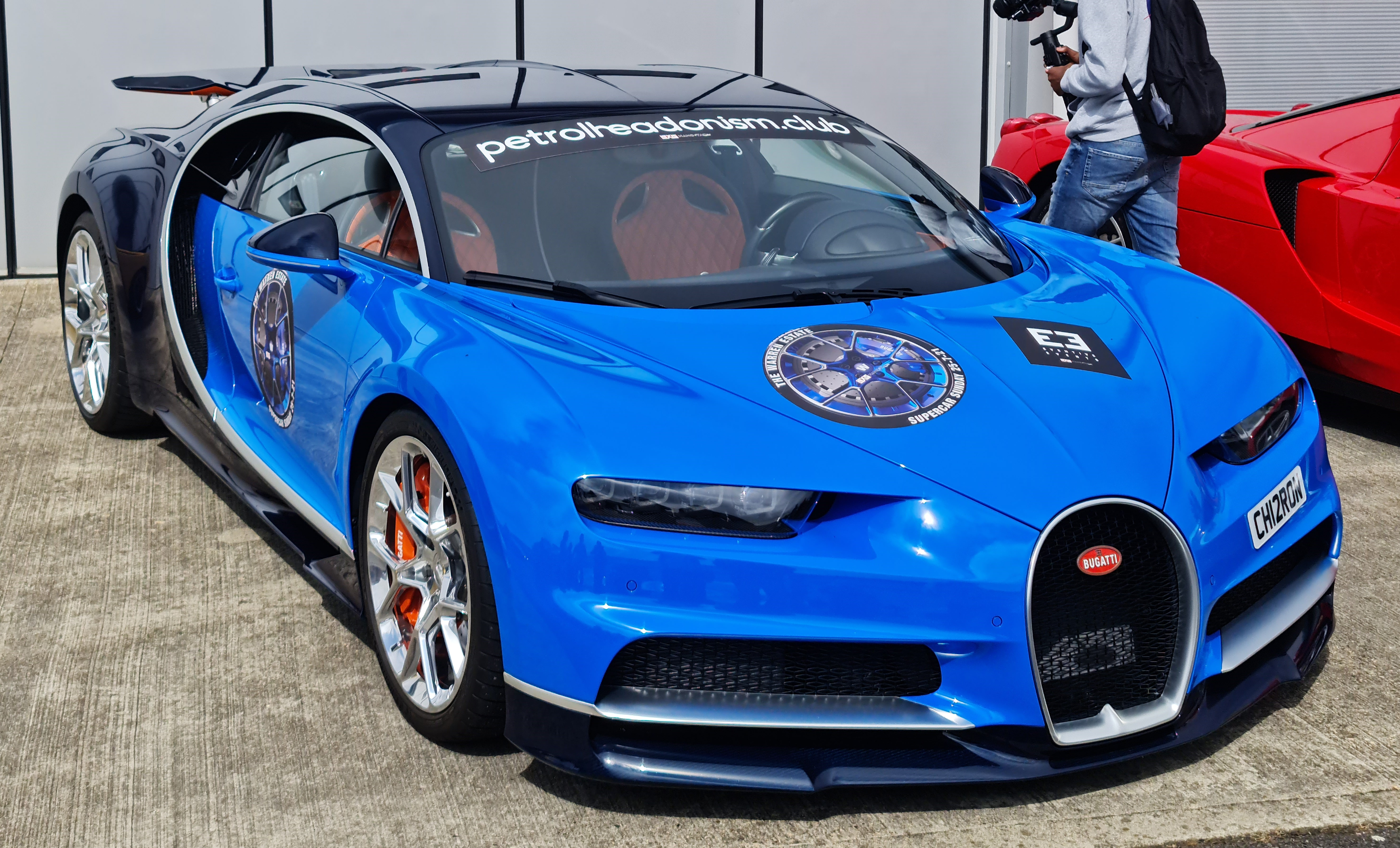
Bugatti Chiron

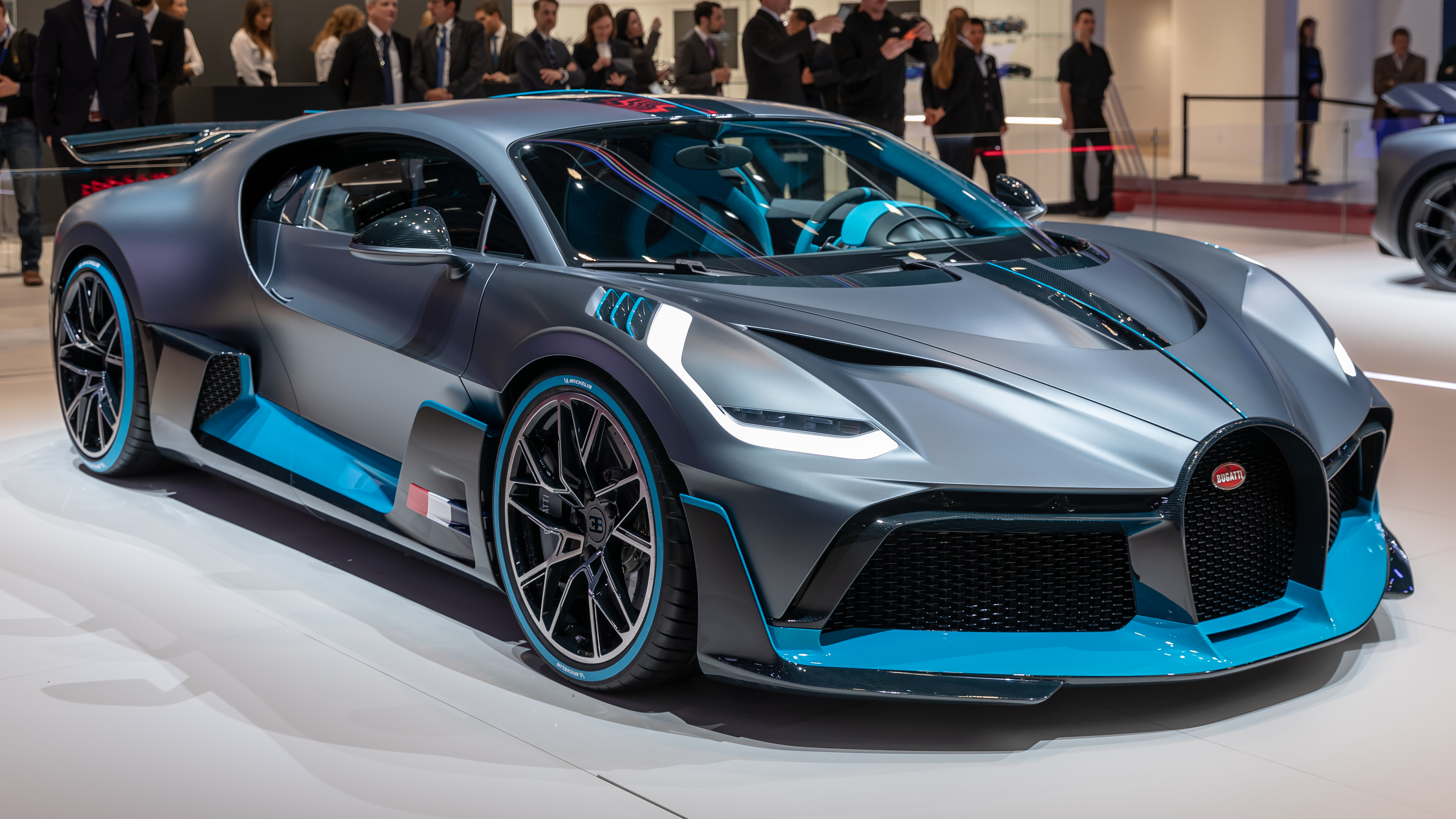
Bugatti Divo

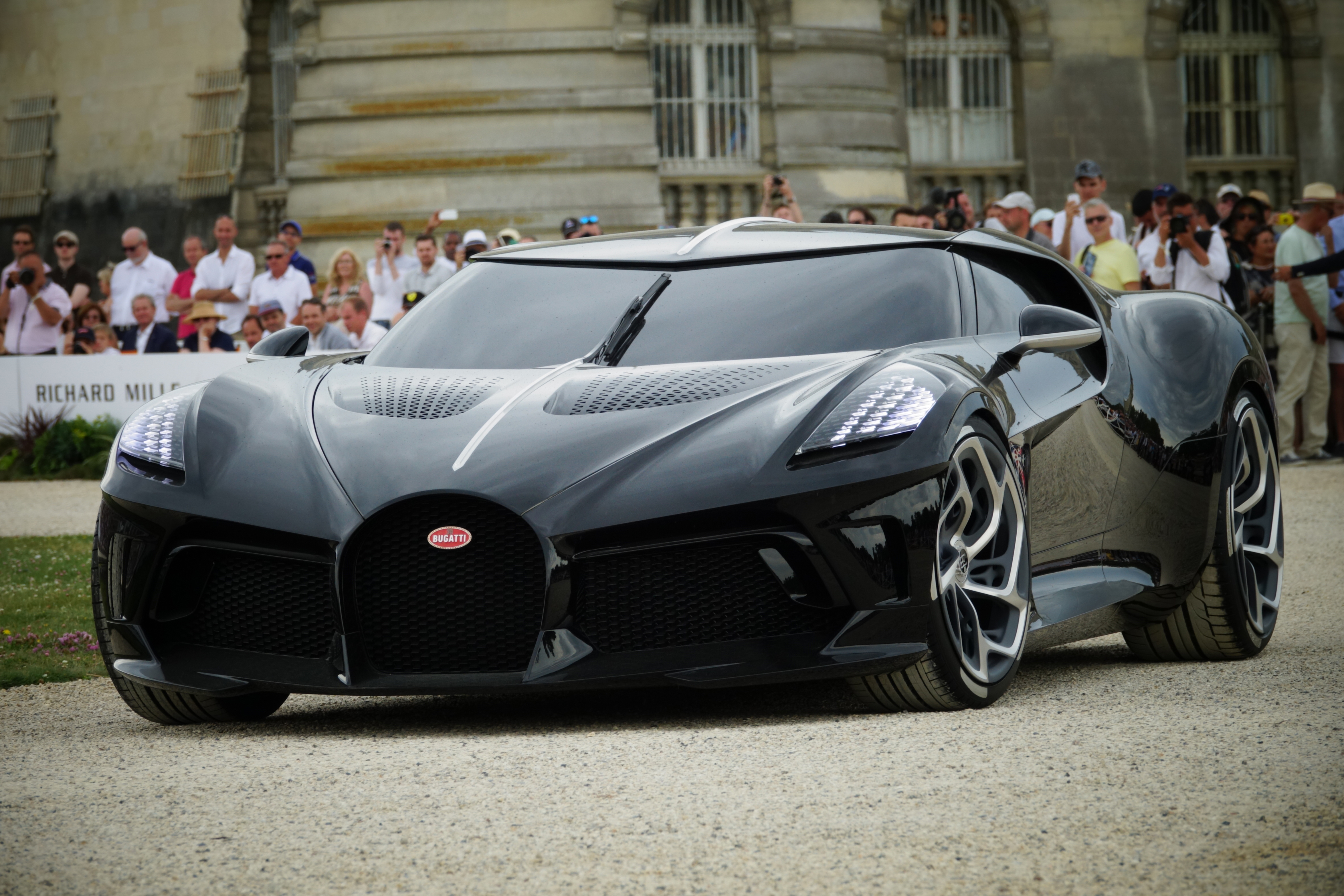
Bugatti La Voiture Noire

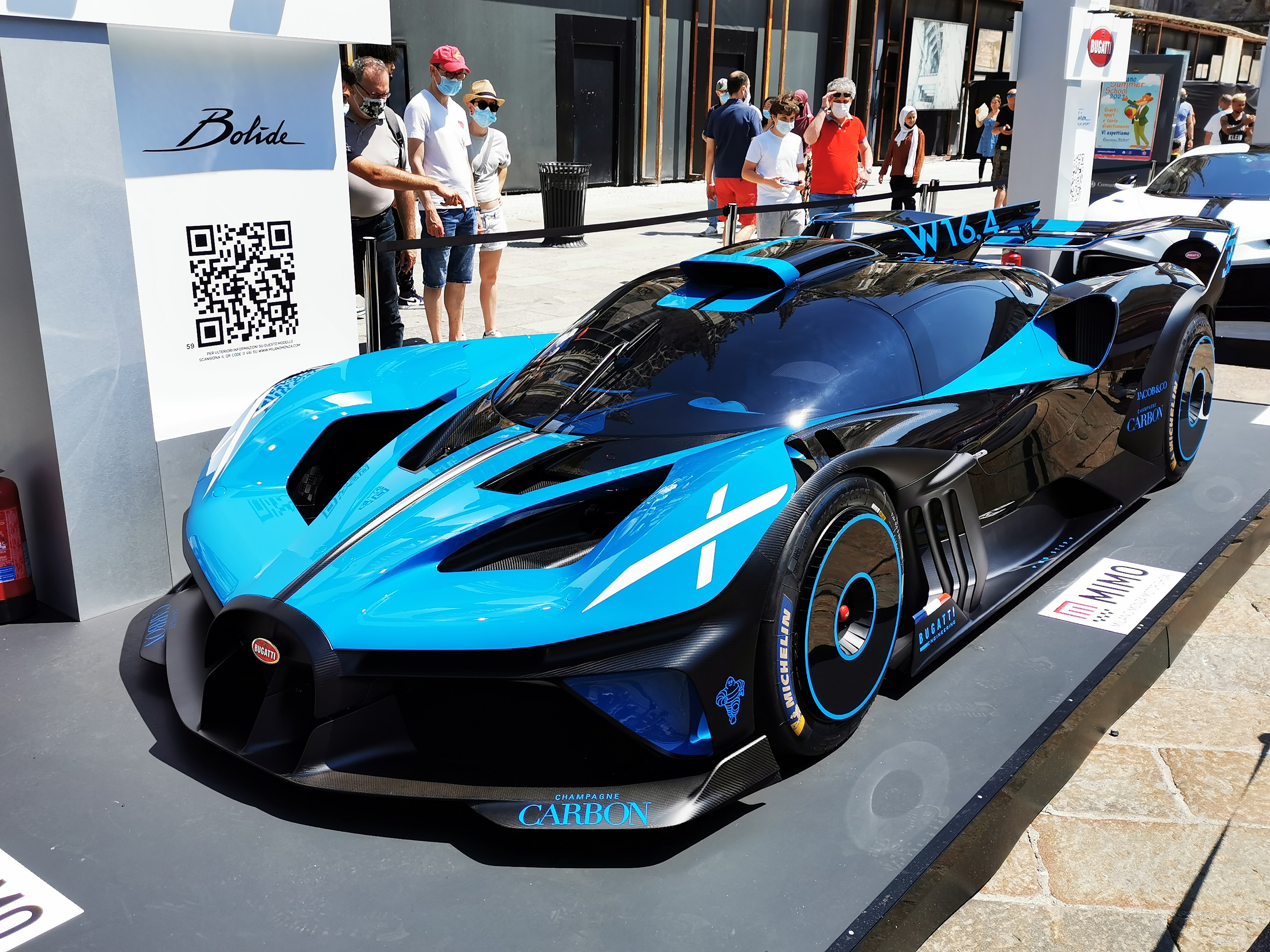
Bugatti Bolide

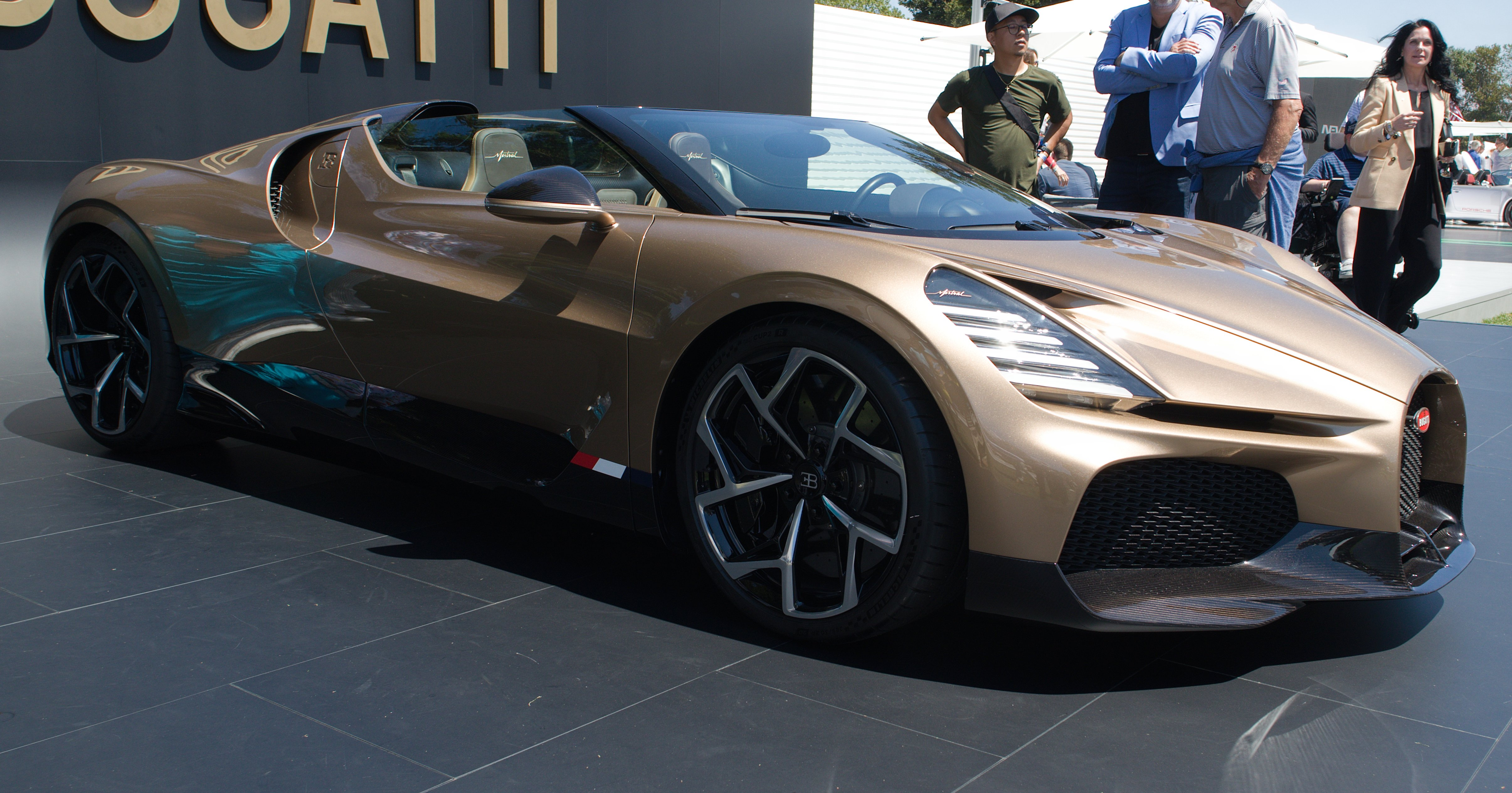
Bugatti Mistral

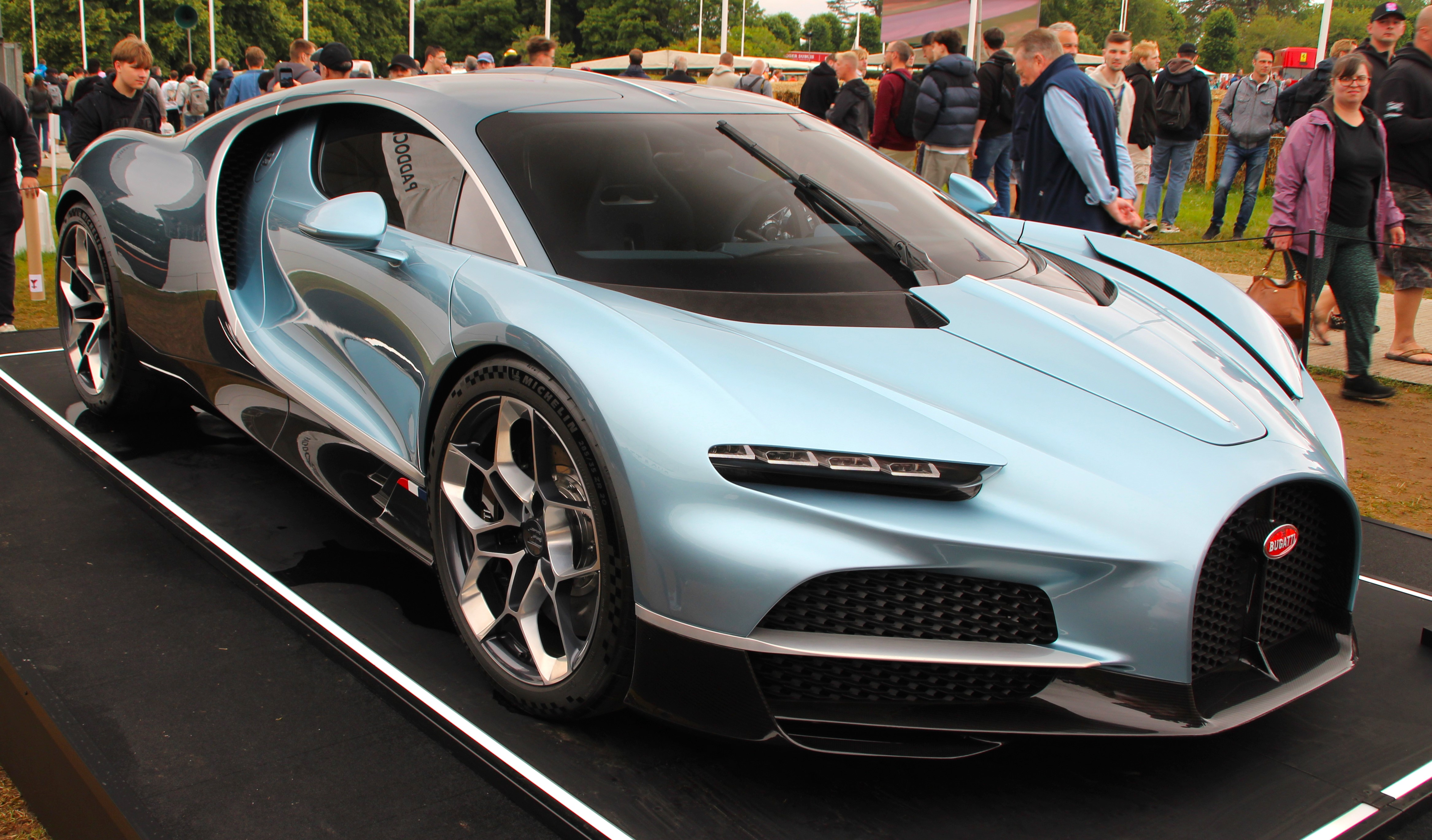
Bugatti Tourbillon

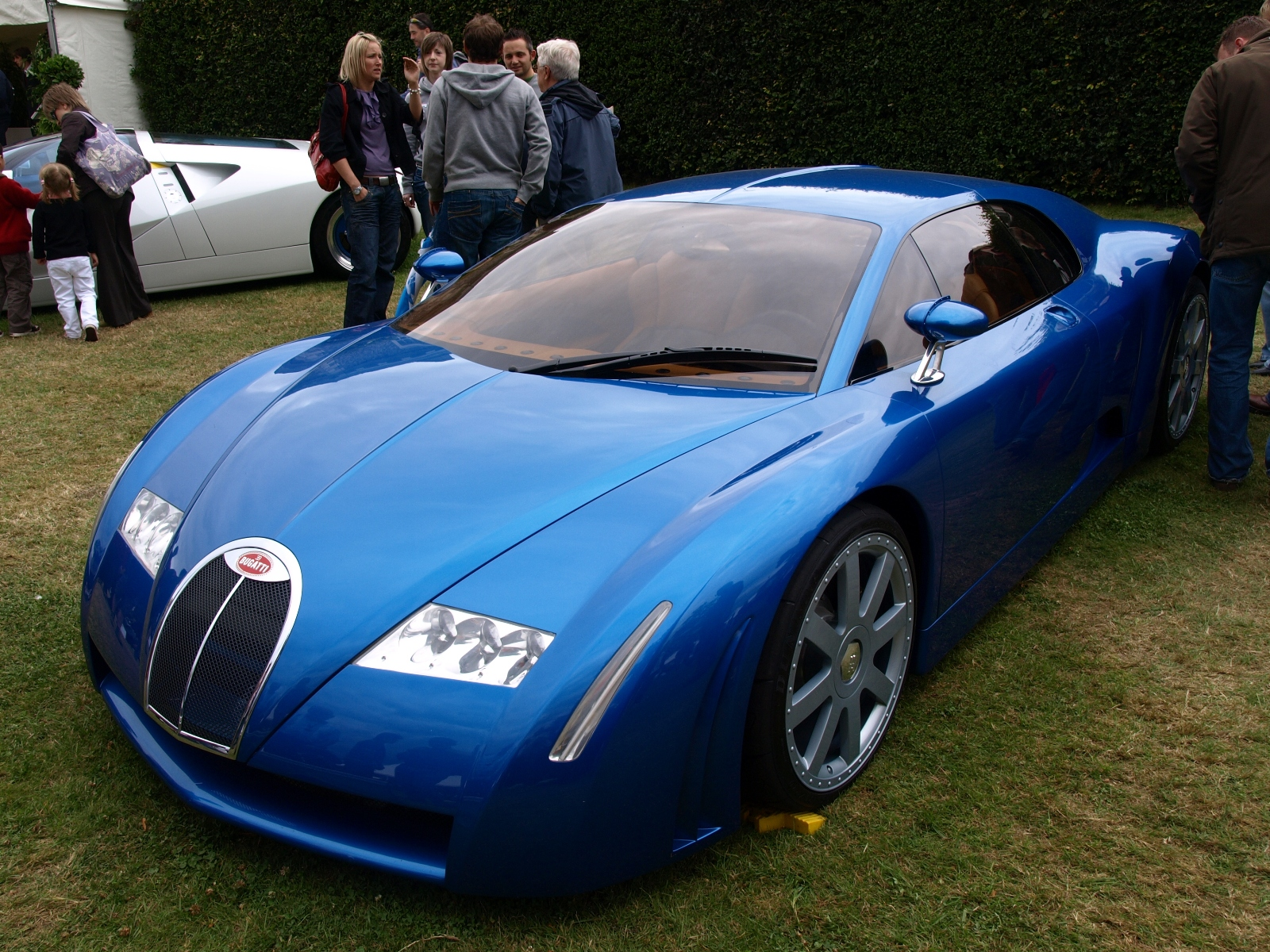
Bugatti 18/3 Chiron

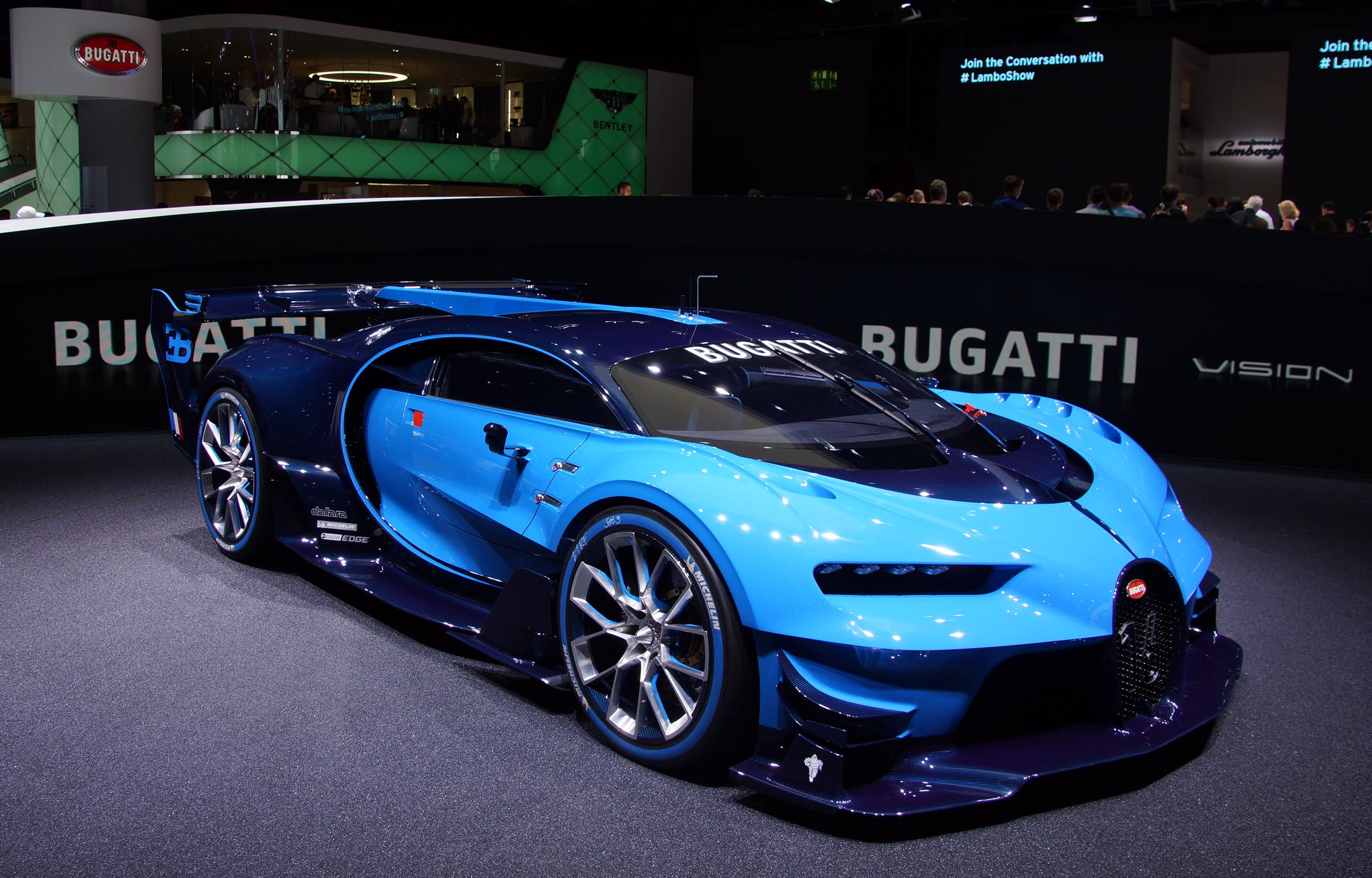
Bugatti Vision Gran Turismo

Bugatti Automobiles – francuski producent hipersamochodów z siedzibą w Molsheim działający od 1998. Należy do chorwacko-niemieckiego joint-venture Bugatti-Rimac.

## Historia

### Początki
W 1995 roku pierwsza współczesna próba reaktywacji słynnego Bugatti zakończyła się niepowodzeniem, kiedy to założone przez włoskiego przedsiębiorcę Romano Artioliego Bugatti Automobili ogłosiło bankructwo. Drugą próbę niewiele później podjął niemiecki koncern Volkswagen Group, który w 1998 roku odkupił od Artioliego prawa do znaku handlowego oraz nazwy Bugatti. Jeszcze w tym samym roku powstało przedsiębiorstwo Bugatti Automobiles, które podobnie jak protoplasta z lat 1909–1963 za siedzibę obrało alzackie Molsheim we Francji. Za proces tworzenia firmy osobiście odpowiedzialny był ówczesny prezes Volkswagena, Ferdinand Piëch, który był pomysłodawcą i inicjatorem stworzenia nowych, współczesnych samochodów Bugatti w ramach koncernu.
Jeszcze w pierwszym roku działalności Bugatti przedstawiono pierwszy prototyp. Było nim duże, sportowo-luksusowe coupé EB 118 wyposażone w duży, wolnossący silnik W18, wówczas będący we wczesnej fazie rozwojowej. Kolejny rok przyniósł prezentację serii kolejnych trzech prototypów opracowanych przez włoskiego stylistę Giorgetto Giugiaro. Pierwszym z nich było studium czterodrzwiowej, luksusowej limuzyny EB 218, która nawiązywała zarówno do przedwojennych konstrukcji dawnego Bugatti, jak i prototypu Bugatti EB 112 zbudowanego przez poprzedzające włoskie Bugatti Automobili w 1992 roku. Kolejnym studium był supersamochód Bugatti 18/3 Chiron wyposażony znów w 18-cylindrowy silnik umieszczony centralnie. Za jego techniczną bazę wykorzystany został model innej marki grupy Volkswagena, Lamborghini Diablo, z którego zapożyczono płytę podłogową i napęd na obie osie.
Trzecim i zarazem najważniejszym prototypem przedstawionym przez Bugatti w 1999 roku był zaprezentowany podczas salonu samochodowego w Tokio EB 18/4 Veyron, bezpośrednia zapowiedź pierwszego seryjnego modelu firmy opracowanego przez inżynierów Volkswagen Group. Prezentacja pojazdu rozpoczęła trwający łącznie 6 lat proces konstrukcyjny, w ramach którego jedynie nieznacznie przeprojektowano stylistykę, a skupiono się na zmianach technicznych – zrezygnowano z 18 cylindrów na rzecz mniej skomplikowanych 16. W 2001 roku Ferdinand Piëch ogłosił, że pierwsze seryjne Bugatti będzie hipersamochodem o osiągach przekraczających barierę 1000 KM i 400 km/h prędkości maksymalnej.

### Era Veyrona
Bugatti Veyron jako pierwszy produkcyjny model firmy po 1998 roku pierwotnie miał zadebiutować w 2003 roku, jednak konstrukcja samochodu o tak dużej mocy i tak skomplikowanej technologii napędowej wymagała dalszego dopracowania. Ostatecznie, światowa premiera Veyrona miała miejsce w październiku 2005 roku podczas targów motoryzacyjnych Tokyo Motor Show, a produkcja w nowo wybudowanych zakładach w Molsheim ruszyła miesiąc później, w listopadzie 2005. Zgodnie z zapowiedziami sprzed 4 lat, Veyron zdobył tytuł najszybszego i najmocniejszego produkowanego wówczas seryjnego samochodu osobowego dzięki mocy 1001 KM oraz prędkości maksymalnej 407 km/h, a rekord ten udało się pobić oraz ustanowić jeszcze przed premierą – w kwietniu 2005 roku.
Veyron przez kolejną dekadę pozostał jedynym modelem Bugatti, za pomocą którego firma sukcesywnie budowała swoją rozpoznawalność i pozycję rynkową. Hipersamochód posłużył za bazę do opracowania kilkudziesięciu różnych, specjalnych wariantów różniących się m.in. unikalnymi malowaniami nadwozia, wzorami alufelg, wkładami reflektorów czy wykończeniem kabiny pasażerskiej. Poza standardowym Veyronem 16.4 będącym 2-drzwiowym coupé, w 2009 roku przedstawiono także odmianę z otwieranym dachem typu targa o nazwie Veyron Grand Sport.
W 2010 roku zaprezentowana została z kolei nowa, jeszcze szybsza odmiana Veyron Grand Sport, która poza przeprojektowanymi detalami nadwozia i innym malowaniem wyróżniła się układem napędowym zapewniającym Bugatti nowy rekord prędkości. W sierpniu 2010 1200-konny hipersamochód rozpędził się do 427 km/h. Ostatnią serią w 10-letniej historii Veyrona było Grand Sport Vitesse, które zadebiutowało w 2012 roku podczas Geneva Motor Show i pozostało w produkcji do lutego 2015 roku, kończąc historię tej linii modelowej na rzecz planowanego na kolejny rok następcy.
Pierwotnie oferta Bugatti na przełomie pierwszej i drugiej dekady XXI wieku miała zostać jednak poszerzona o jeszcze jeden, inny model. W 2009 roku przedstawiono prototyp kolejnej po EB 218 z 1999 roku luksusowej, 4-drzwiowej limuzyny 16C Galibier, który pierwotnie miał trafić do produkcji w 2013 roku. Ostatecznie projekt został jednak zarzucony w 2014 roku w celu skoncentrowania się w pełni nad rozwojem następcy Veyrona.

### Era Chirona
1 marca 2016 podczas Geneva Motor Show zaprezentowany został oficjalnie następca modelu Veyron, drugi w historii tej firmy produkcyjny model – Bugatti Chiron. Samochód napędził nowy, 8-litrowy silnik typu W16 o większej mocy 1500 KM, z prędkością maksymalną określoną na 420 km/h i ceną 2,4 miliona euro za egzemplarz. Przy pomocy tego modelu Bugatti pobiło kolejny ważny rekord prędkości, dotychczas ustanawiane przez Veyrona i Veyrona Grand Sport. 2 sierpnia 2019 roku Chiron po modyfikacjach zdejmujących elektroniczne ograniczenia rozpędził się na niemieckim torze Ehra Lessien do 490 km/h.
Wprowadzenie Chirona do sprzedaży przyniosło zmianę w polityce modelowej firmy, która przypadła na okres zarządzania francuską firmą przez niemieckiego menedżera Stephana Winkelmanna. Zamiast koncentracji na jednym modelu wraz z jego wersjami specjalnymi jak za czasów Veyrona, oferta Bugatti poza głównym Chrionem została wzbogacona także o kolejne, oparte na jego bazie specjalne modele o bardziej ograniczonym wolumenie produkcyjnym, unikalnej stylizacji i jeszcze wyższej cenie. Serię tę zapoczątkował model Divo przedstawiony w sierpniu 2018 roku, kolejny był zbudowany w jednym egzemplarzu tzw. one-off o nazwie La Voiture Noire z marca 2019 roku oraz ograniczony do 40 sztuk model Centodieci przedstawiony w sierpniu tego samego roku. W październiku 2020 Bugatti przedstawiło jeszcze jeden model specjalny wywodzący się z technologii Chriona w postaci Bolide o bardziej wyczynowym i wyścigowym charakterze.

### Przejęcie przez Rimaca
W międzyczasie, pomimo ugruntowanej pozycji i popularności Bugatti wśród najzamożniejszych klientów, w mediach pojawiły się informacje o rozważaniu przez Volkswagen Group sprzedaży jego najbardziej niszowych marek w portfolio. Po raz pierwszy takie doniesienia podano w maju 2019 roku, powołując się na plany optymalizacji kosztów przez powołanego właśnie nowego prezesa grupy, Herberta Diessa. Bieg tych doniesień obrał jednak odrębny kierunek w przypadku Bugatti – rok później, we wrześniu 2020 roku ujawniono, że Bugatti może zostać kupione przez chorwackiego producenta elektrycznych hipersamochodów, Rimac Automobili.
Trwające 10 miesięcy negocjacje zakończyły się porozumieniem, na mocy którego w lipcu 2021 roku ogłoszono utworzenie nowej spółki typu joint-venture o nazwie Bugatti-Rimac. Większą część udziałów (55%) posiadł w niej Rimac, a mniejszą część z nich (45%) – niemieckie Porsche. Oficjalna inauguracja nowego podmiotu miała miejsce 2 listopada 2021, zapowiadając, że w latach 20. XXI wieku ofertę Bugatti wzbogaci pierwszy w historii hipersamochód z napędem elektrycznym konstrukcji chorwackiego Rimaca. W czerwcu 2024 zaprezentowano pierwszy model powstały już po sojuszu z Rimacem w postaci następcy Chirona o nazwie Tourbillon.

## Modele samochodów

### Obecnie produkowane
- Mistral
- Bolide

### Planowane
- Tourbillon

### Historyczne
- Veyron (2005–2015)
- La Voiture Noire (2019)
- Divo (2019–2021)
- Centodieci (2022)
- Chiron (2016–2024)

### Studyjne
- Bugatti EB 118 (1998)
- Bugatti EB 218 (1999)
- Bugatti 18/3 Chiron (1999)
- Bugatti EB 18/4 Veyron (1999)
- Bugatti Veyron Barchetta (2008)
- Bugatti 16C Galibier (2009)
- Bugatti Vision Gran Turismo (2015)
- Bugatti Atlantic Concept (2015)
- Bugatti W16 Coupe (2015)